# Weapon UK
Weapon UK ist eine englische New-Wave-of British-Heavy-Metal- und Rock-Band aus London, die ca. 1978 unter dem Namen Fast Relief gegründet wurde, sich 1980 in Weapon umbenannte und 1982 auflöste. 1983 kam es kurzzeitig zur Neugründung. Die Gruppe musste sich ein paar Jahre nach der zweiten Wiedervereinigung im Jahr 2012 in Weapon UK umbenennen, da inzwischen der Name von einer gleichnamigen kanadischen Band in Anspruch genommen wurde.

## Geschichte
Nachdem der irische Sänger Danny Hynes im Melody Maker eine Anzeige nach einer passenden Band aufgegeben hatte, wurde daraufhin Jeff Summers auf ihn aufmerksam, welcher einen Sänger für seine Band Fast Relief, die bereits seit ca. 1978 aktiv war, suchte. (andere Quellen sprechen davon, dass Hynes auf eine Melody-Maker-Anzeige von Fast Relief geantwortet hatte) Der Sänger Brian Keeting hatte zuvor die Band verlassen, weitere Mitglieder waren der Gitarrist Kevin Ingles, der Bassist Pete Armitage und der Schlagzeuger Lindsay Broadbridge. Die Band spielte in ihren frühen Tagen einen Song namens Fast Relief, der später in Set the Stage Alight umbenannt wurde. Nach mehreren Wochen im Studio und ein paar Auftritten, entschieden sich Summers und Hynes die Rhythmusabteilung neu aufzustellen. Durch Hynes kam Barry „Baz“ Downes als neuer Bassist hinzu, während Summers den Schotten Bruce Bisland einbrachte. Bisland hatte bereits zuvor mit Jeffs Bruder Steve Summers in der Band Lipservice gespielt. Die Besetzung bestand daraufhin im Jahr 1979 aus Bisland, Downes, Summers und Hynes. Nach einer Probe entschied man sich im März 1980 zur Umbenennung in Weapon.  Der Name geht auf Hynes zurück, der Situationen als „Weapon“ bezeichnete, wenn diese besonders positiv verliefen oder wenn sich grundsätzlich etwas Gutes ereignete. (andere Quellen sprechen davon, dass der Begriff ursprünglich von Iron Maidens Robert „Angelo“ Sawyer benutzt wurde, Hynes diesen aber auch verwendete) Die Mitglieder waren in den 1970er Jahren bereits in verschiedenen Gruppen aktiv gewesen. Die Band hatte bereits einen Auftritt unter dem Namen Weapon absolviert, bevor die Rhythmusabteilung ausgetauscht worden war.
Die Band steigerte ihre Bekanntheit durch eine Reihe von Clubauftritten in London. Da sie einen recht guten Kontakt zu Virgin Records hatte, da Hynes’ damalige Freundin dort arbeitete, und das Label eine Band im Stil von Weapon suchte, erreichte sie einen Veröffentlichungsvertrag (keinen richtigen Plattenvertrag) bei diesem, nachdem sich das Label live von der Gruppe überzeugt hatte. Nach nur einer Handvoll Auftritte kam die Band in Kontakt mit Eddie Clarke von Motörhead. Der Kontakt war erneut durch Hynes’ Freundin sowie ihre Freundin und Kollegin hergestellt worden, die die Band und Clarke während eines Auftritts einer anderen Gruppe in der Londoner The Venue einander vorgestellt hatten. Clarke schlug die Gruppe daraufhin zur Teilnahme an der kommenden UK-Motörhead-Tour vor. Während eines weiteren Auftritts in The Music Machine in Camden konnten sich das Management und die anderen Motörhead-Mitglieder von Weapons Eignung überzeugen. Die 32-teilige Tour begann am 22. Oktober 1980 im Ipswich Gaunt und endete im November mit Auftritten an vier Nächten im Hammersmith Odeon. Zu diesen vier Auftritten veröffentlichte die Gruppe am 13. November die Single It’s a Mad Mad World mit der B-Seite Set the Stage Alight in einer 1000-Stück-Auflage bei ihrem eigenen Label, Virgin Records fungierte dabei lediglich als Veröffentlicher. Die B-Seite war eine überarbeitete Version des alten Fast-Relief-Songs. In Virgins Beautiful Studios waren auch die Songs The Townhouse, The Manor, Liar, Take That Bottle Away, One Night Stand, Midnight Satisfaction, Olivia und Remote Control gemastert worden, zu deren Veröffentlichung es jedoch nicht kam.  Die Aufnahmen hierzu hatten sich in Virgins Manor Studios in Oxfordshire und den Townhouse Studios zugetragen. Stattgefunden hatten die insgesamt drei Sessions im Jahr 1980, etwa einen Monat nachdem Downes und Bisland zur Besetzung gekommen waren, in der Hoffnung auf die Veröffentlichung eines Albums. Konkret plante die Band, dieses Set the Stage Alight zu betiteln, das Erscheinen der Songs fand jedoch erst Jahre später auf der gleichnamigen Kompilation statt. Etwa ein Jahr nach der Vertragsunterzeichnung verließ der Label-Boss Laurie Dunn, welcher die Band unter Vertrag genommen hatte, die Firma, um seine eigene Firma zu gründen. Die Band hatte nun das Problem, dass andere Labels sie nicht unter Vertrag nehmen konnten, ohne die Band freikaufen zu müssen. Letztendlich kaufte sich die Band aus ihrem Vertrag selbst frei. Zuvor war der Band eine Tournee mit den Label-Kollegen Gillan in Aussicht gestellt worden, die jedoch nicht stattfand. Auch war der Band von dem Agenten John Giddings eine Tour mit Samson angeboten worden, wofür die Mitglieder ihre Arbeitsstellen gekündigt hatten. Als sie am ersten Tag der Tour in Wolverhampton angekommen war, stellte sie fest, dass sie nur eine von vier weiteren Bands war, die für die Tournee in Erwägung gezogen worden war. Weapon konnte letztendlich den Platz nicht ergattern. Die Gruppe hoffte nach der Tour vergeblich auf eine Offerte für einen Plattenvertrag. Die folgenden 18 Monate nach der Motörhead-Tour hielt die Band beharrlich weiterhin konstant Auftritte ab. In der zweiten Hälfte des Jahres 1981 kamen Robert „Angelo“ Sawyer als zweiter Gitarrist und John Philips als neuer Schlagzeuger hinzu. Nach Proben in einem Studio in der Lotts Road ging es auf Tour. Während der Tour kam es zu Problemen, die ihren Höhepunkt im Granary in Bristol fanden. Zudem wurde John Philips durch Ron „Rebel“ Matthews (einem Gründungsmitglied von Iron Maiden) ersetzt. Noch vor Ende des Jahres löste sich die Band auf. Summers und Bisland beteiligten sich etwas später an der Gründung von Wildfire.
1983 versuchte Hynes mit dem Gitarristen Malcolm „Mal“ McNulty, dem Bassisten Billy Kulke und dem Gitarristen Ian Simmons die Band wiederzubeleben. Als Aushilfsschlagerzeuger sprang zunächst das Wildfire-Mitglied Bisland ein, bis Ron „Rebel“ Matthews wieder zur Verfügung stand. Nach etwa sechs Auftritten löste sich die Band wieder auf. Zuvor hatte die Band noch ein paar Demos eingespielt, die von Andy Scott finanziert worden waren.
Dadurch, dass die Band im Jahr 1990 auf Lars Ulrichs Sampler New Wave of British Heavy Metal '79 Revisited zu hören ist, blieb eine Bekanntheit der Gruppe über die folgenden Jahre weiter bestehen. 2003 erschien daraufhin Set the Stage Alight, eine Kompilation aus alten Aufnahmen und Demos, die neu gemastert wurden.
Im Sommer 2005 fanden sich die Mitglieder zum 25-jährigen Bestehen der Band wieder zusammen. Nach Auftritten am 1. Juli in The Standard Music Venue in Walthamstow und am 6. Juli im Londoner The John Bull, war die Band am 8. Juli auf dem Headbangers Open Air zu sehen. Bei diesen Auftritten bestand die Besetzung aus Hynes, Summers, Downes und Bisland. Danach löste sich die Gruppe wieder auf und die Mitglieder widmeten sich anderen Musikprojekten. Nur Downes konnte aufgrund von Krankheit live keine Musik mehr spielen.
Ein paar Jahre später diskutierten Hynes und Summers darüber, die Band permanent wiederzubeleben. Da Bisland aufgrund seines Engagements bei The Sweet verhindert war und Downes sich zur Ruhe gesetzt hatte, kamen der Schlagzeuger Ian Sweeting und der Bassist Gavin Cooper als neue Mitglieder zur Besetzung. Es folgte daraufhin ein Auftritt im Londoner The Peel und der Band wurde eine Teilnahme am Hard Rock Hell Festival angeboten. Im Januar 2011 begab sich die Band mit veränderter Besetzung in die Scream Studios in Croydon, um dort eine Single aufzunehmen. Ein Promovideo wurde auf dem Dach des The Harlequin Theatre in Redhill gefilmt, ehe das Lied Ready 4 U am 6. Juni digital erschien. Daraufhin wurde der Gruppe die Teilnahme am Aero Rock Starz Festival in Bulgarien am 9. Juli ermöglicht. Da Gavin Cooper verhindert war, sprang für ihn Jeffs Bruder Gary Summers nach einer Probe und einem Warm-up-Auftritt ein. Da Cooper danach auch weiterhin nicht am Bandgeschehen teilnehmen konnte, schlug Hynes einen Freund namens PJ Philips vor. Daraufhin war die Band in Italien auf dem Diversemente Festival, in Belgien auf dem Negasonic Festival und in Großbritannien auf dem Denim & Leather Festival und dem British Steel Festival zu sehen. Danach begab sich die Gruppe wieder in die Scream Studios, um an einem neuen Album zu arbeiten. An einem Tag stießen Downes und Bisland hinzu, um den Song Killer Instinct neu aufzunehmen. Die Lieder wurden daraufhin abgemischt, die Albumveröffentlichung verzögerte sich jedoch etwa um ein Jahr wegen eines Rechtsstreits um den Bandnamen. Durch den Streit verlor die Gruppe ihr Management und das Interesse der Plattenfirmen. Infolge der verlorenen juristischen Auseinandersetzung änderte die Gruppe ihren Namen 2012 in Weapon UK um.
Das Album wurde daraufhin im April 2014 unter dem Namen Rising from the Ashes veröffentlicht. Zur Veröffentlichung trat die Band im The Purple Turtle in London auf. Nach weiteren Auftritten in Großbritannien trennte man sich vom Schlagzeuger Sweeting, welcher nach zweimonatiger Suche durch den Australier Darren Lee ersetzt wurde. 2015 folgten weitere UK-Konzerte, und nach einem Auftritt auf dem Matarock Festival in Barcelona war die Band in den Niederlanden, in Deutschland und in Belgien live aktiv. Danach kehrte der Bassist Philips Weapon UK den Rücken. Am 21. Februar 2016 war die Gruppe auf dem Brofest zu sehen. Da die Suche nach einem neuen Bassisten noch immer erfolglos gewesen war, übernahm von nun an der gute Freund der Band Kevin „Skids“ „Big Kev“ Riddles diesen Posten. 2017 wurde dieser durch Tony Forsythe ersetzt, welcher sein Debüt am 26. Januar in The Bomber Bar in Motala während einer Serie von Konzerten in Schweden gab. Nach weiteren Auftritten in Großbritannien im März, begab sich die Band erneut in die Scream Studios, um dort das 1980er Lied Set the Stage Alight neu aufzunehmen, zudem wurde auch eine Coverversion des Thin-Lizzy-Songs The Rocker eingespielt. Danach war die Band zu Konzertzwecken in Norwegen unterwegs. Die beiden neu aufgenommenen Songs wurden am 28. Oktober digital veröffentlicht. Eine Reihe von UK-Auftritten wurde mit einem Auftritt am 1. Oktober auf dem Grimm Up North Fest in Bury beendet. Am 23. Oktober wurde ein Plattenvertrag bei Pure Steel Records unterzeichnet.

## Stil
Malc Macmillan schrieb in The N.W.O.B.H.M. Encyclopedia, dass die Debütsingle mittelschnelle Rockmusik enthält, wobei die B-Seite energiereicher sei. Die Musik sei mit der von Sapphire, Black Axe und Le Griffe vergleichbar. The International Encyclopedia of Hard Rock and Heavy Metal befand, dass die Band Metal spielt, der „dreschend“ und „prügelnd“ klinge. Eduardo Rivadavia von Allmusic gab an, dass die Band zwar nicht so einflussreich wie Raven, Venom und Jaguar gewesen ist, jedoch werde sie gelegentlich als NWoBHM-Band genannt, die den Weg für den Speed- und Thrash-Metal bereitet habe.
Martin Popoff beschrieb It’s a Mad Mad World in The Collector’s Guide of Heavy Metal Volume 2: The Eighties als wichtige Veröffentlichung der NWoBHM. Er zog einen Vergleich zu Holocaust. Die B-Seite biete weniger inspirierende Musik, die in Richtung Speed Metal gehe und einen überzeugenden Gesang biete. Giorgos Tsekas von metalinvader.net schrieb in seiner Rezension zu Set the Stage Alight, dass die Musik sehr „heavy“ ist, sie auf „schmutzigem“ Rock ’n’ Roll basiere und eine Art Proto-Speed- und Thrash-Metal biete, der Metallica (vor allem Lars Ulrich) beeinflusst habe. Die Songs seien roh und man könne schon fast den Alkohol und Schweiß der frühen 1980er Jahre riechen. Kersten Lamers von crossfire-metal.de beschrieb die Gruppe in ihrer Rezension zu Rising from the Ashes als eher unbekannten Vertreter der NWoBHM. Zu hören gebe es klassischen Heavy Metal, der modern verpackt sei. Gelegentlich seien auch Einflüsse von Hard- und Melodic-Rock hörbar.

## Diskografie
- 1980: It's a Mad Mad World (Single, Eigenveröffentlichung)
- 1981: Demo '81 (Demo, Eigenveröffentlichung)
- 2003: Set the Stage Alight (Kompilation, Zoom Club Records)
- 2011: Ready 4 U (Single, Eigenveröffentlichung)
- 2014: Rising from the Ashes (Album, Eigenveröffentlichung)